# Туманность Лагуна
Туманность Лагу́на (англ. Messier 8, NGC 6523, M 8, рус. Мессье 8) — гигантское межзвёздное облако и область H II в созвездии Стрельца.

## История открытия
Была открыта Джованни Годиерной до 1654 года.

## Интересные характеристики
Находясь на расстоянии 5200 световых лет, туманность Лагуна одна из двух звёздоформирующих туманностей слабо различимых невооружённым глазом в средних широтах Северного полушария.
При рассмотрении в бинокль, Лагуна представляется чётко очерченным овальным облакоподобным пятном с явным ядром, похожим на бледный звёздный цветок. Туманность содержит небольшое звёздное скопление, наложенное на неё, что превращает Лагуну в одну из достопримечательностей летнего ночного неба.
Туманность Лагуна занимает на небосводе область размером 90' на 40', что при расчётном расстоянии до неё в 5200 световых лет, приводит к реальным размерам в 140 на 60 световых лет. Туманность содержит ряд глобул, тёмных, схлопывающихся облаков протозвёздного материала, наиболее заметные из которых были каталогизированы Э. Э. Барнардом под номерами B 88, B 89 и B 296.

## Наблюдения

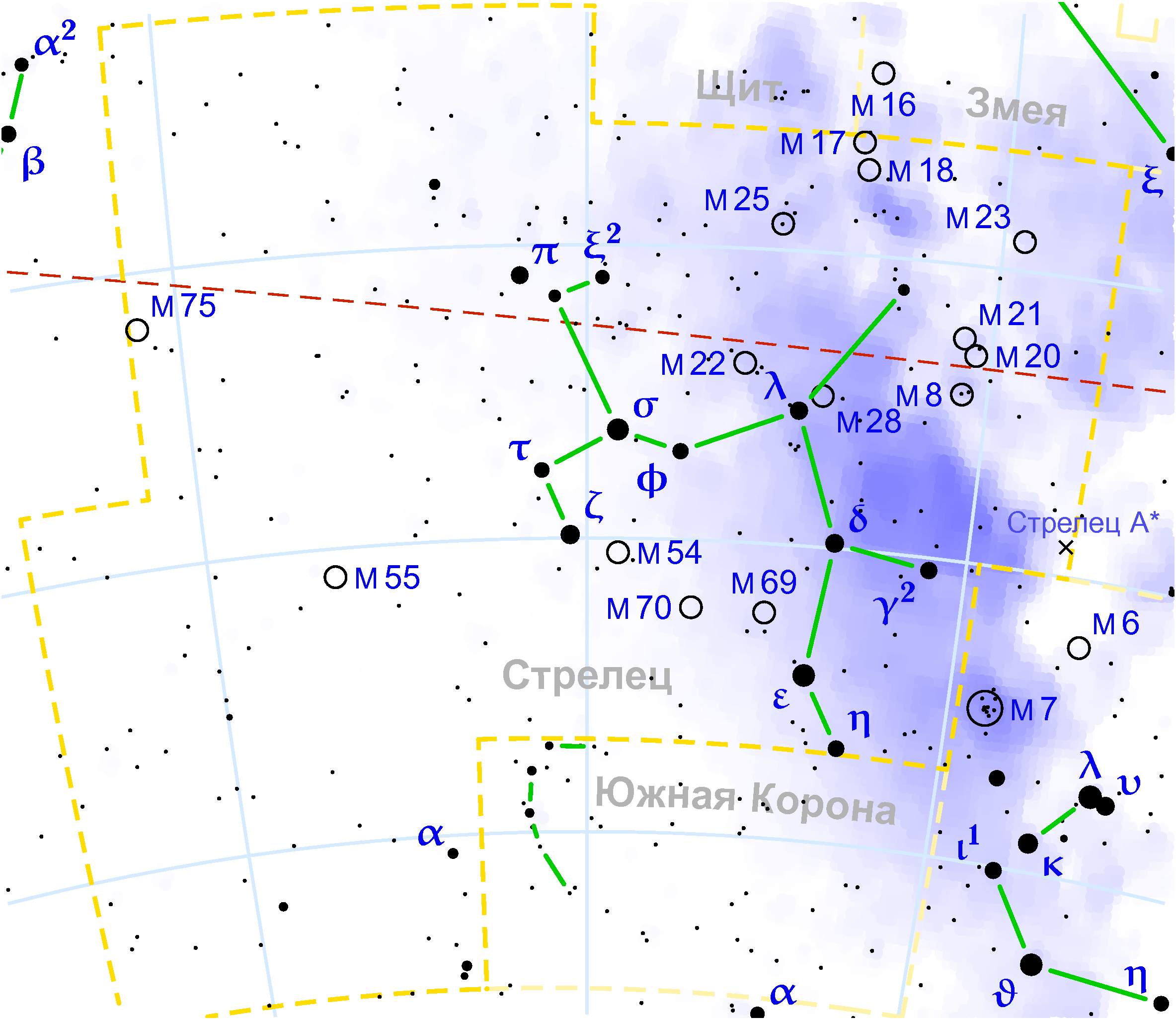
Туманность Лагуна в созвездии Стрельца

Летом эта яркая диффузная туманность на тёмном деревенском или горном небе представляется видимой уже и невооружённому глазу. В бинокль или небольшой телескоп она совершенно отчётливо видна в виде светящегося облачка неясной формы со скоплением звёзд сбоку от него. В более апертурный телескоп (диаметром от 120—150 мм) с использованием «дипскай»-фильтров (UHC, UHC-S и им подобных) распределение газа в туманности выглядит более структурным, проявляется тёмная тень пылевой туманности разделяющая светлую на две части. Собственно, название туманности и обязано происхождением этому тёмному выступу, который выглядит как тёмный морской залив окружённый сушей (светлая туманность) с огнями города на берегу (звёзды скопления). При большей апертуре телескопа (и соответственно, большем увеличении) детализация туманности растёт, например, в центре туманности становится виден особенно яркий узел светящегося газа в виде песочных часов.
Для лучшего впечатления от наблюдений M 8, следует производить их вдали от фонарей уличного освещения в безлунные ясные ночи. Но и в этом случае человеческий глаз не способен к длительному накоплению света подобно другим фотоприёмникам, а в сумерках ещё и теряет чувствительность к красному (основной диапазон свечения M 8). Туманность будет видна в виде неконтрастного сероватого облачка, детали которого придётся подолгу высматривать.
Существенную помощь наблюдениям окажут удаление от городской засветки, световая адаптация глаз, «дипскай»-фильтры и широкоугольные окуляры.

### Соседи по небу из каталога Мессье
- M 20 и M 21 — (на север) более компактная туманность «Трёхраздельная» с контрастным рисунком тёмных волокон и рассеянное звёздное скопление рядом с ней;
- M 28 и M 22 — два шаровых скопления к востоку;
- M 24 — фрагмент Млечного Пути;
- M 6 и M 7 — (на юго-запад) пара богатых рассеянных скоплений в Скорпионе.